# Institut supérieur de théologie du diocèse de Tournai
 (septembre 2023).
Si vous disposez d'ouvrages ou d'articles de référence ou si vous connaissez des sites web de qualité traitant du thème abordé ici, merci de compléter l'article en donnant les références utiles à sa vérifiabilité et en les liant à la section « Notes et références ».
L’Institut supérieur de théologie du diocèse de Tournai est installé dans le bâtiment du Séminaire de Tournai. Il a été fondé en [Quand ?] à l'initiative de [Qui ?].
L'institut est habilité à la formation des professeurs de religion catholique des écoles secondaires de Belgique francophone.
En 2009, il organise des conférences ayant pour thème Le judaïsme, hier et aujourd'hui.